# Бомбалиці
Бомбалиці (пол. Bombalice) — село в Польщі, у гміні Ґоздово Серпецького повіту Мазовецького воєводства.
Населення — 204 особи (2011).
У 1975-1998 роках село належало до Плоцького воєводства.

## Демографія
Демографічна структура станом на 31 березня 2011 року:
|          | Загалом | Допрацездатний вік | Працездатний вік | Постпрацездатний вік |
| -------- | ------- | ------------------ | ---------------- | -------------------- |
| Чоловіки | 98      | 24                 | 61               | 13                   |
| Жінки    | 106     | 27                 | 59               | 20                   |
| Разом    | 204     | 51                 | 120              | 33                   |